# Ignacio Risso
Ignacio Risso (Montevideo, Uruguay, 8 de octubre de 1977) es un exfutbolista y entrenador uruguayo. Dirige actualmente al Albion Football Club de la Primera División de Uruguay. Jugaba de delantero y su último equipo fue Defensor Sporting Club de la Primera División de Uruguay. Es considerado un ídolo en la hinchada de Defensor Sporting.

## Trayectoria
Ignacio Risso empezó jugando como volante en las formativas de Miramar Misiones, lo que según él, explica porque le gusta dar más asistencias que goles y de cómo muchos entrenadores le piden siempre "más egoísmo". Gracias a su altura e instinto goleador Ignacio fue avanzando posiciones hasta convertirse en delantero centro y así debutar en la primera de Miramar.
Tras una buena temporada en Miramar, Ignacio se fue a Danubio, donde la conversión de varios goles le valió la convocatoria a la selección sub-23 de Uruguay en unos amistosos pre-olímpicos de los juegos de Sídney en febrero de 2000 en Brasil y la primera transferencia al extranjero; Lanús.
Su paso por Lanús fue discreto. Salió campeón de la Copa Interdivisional organizada por TyC Sports. La copa se disputó solo una vez con Lanús, Argentinos Juniors, Villa Dalmine, Ferro y Fénix, con Lanús saliendo campeón de dicha copa. 'Nacho' metió un gol en la final ante Ferro, que ganaron 5-0.
Del fútbol argentino pasó al ecuatoriano para sumarse a Liga de Quito, dónde le fue bastante mal, e hizo apenas 3 goles en 21 partidos disputados.
Después de un mal paso por Liga, vuelve al fútbol argentino para unirse a Quilmes, dónde tampoco le fue muy bien, así que volvió a Danubio, donde fue campeón uruguayo, goleador del clausura y dio una asistencia de cabeza en el minuto 94 para ganar la final a Nacional.
Cuándo estaba a punto de fichar por el Real Cartagena de Colombia, Ignacio termina cerrando su pase a SD Ponferradina, donde logrará ascender a segunda división saliendo campeón con 7 goles en 27 partidos.
'Nacho' se fue a Chipre para jugar en el Apollon Limassol, donde tuvo un gran registro de 23 goles en 53 partidos.
En 2009 volvió a su país, Uruguay, luego de 5 años en el exterior, pero para jugar en la 'vereda de enfrente', Defensor Sporting, el clásico rival de Danubio. Esto no le importó mucho a la hinchada de Danubio, ya que si bien tuvo un buen pasaje por el club e ir al rival podría ser mal visto, Ignacio siempre habló bien y con respeto de Danubio.
En su nuevo club, Defensor, Ignacio tuvo un grandísimo desempeño, jugando 181 partidos y metiendo 52 goles. Debutó el 23.08.2009 en un 5-1 ante Atenas de San Carlos, en el estadio Luis Franzini por el campeonato de Primera División de la mano del DT Gustavo Ferrín.
Finalmente se retiraría el 7.6.15 en el Estadio Olímpico contra Rampla Juniors con Mauricio Larriera como Director Técnico.
El último gol que hizo como profesional fue precisamente ante Danubio, el 16.5.15 de penal, en un partido que terminó 1-1.

## Clubes

### Como futbolista
| Club              | País      | Año       |
| ----------------- | --------- | --------- |
| Miramar Misiones  | Uruguay   | 1998-1999 |
| Danubio           | Uruguay   | 1999-2002 |
| Lanús             | Argentina | 2002-2003 |
| Liga de Quito     | Ecuador   | 2003      |
| Lanús             | Argentina | 2003-2004 |
| Danubio           | Uruguay   | 2004-2005 |
| Quilmes           | Argentina | 2005-2006 |
| SD Ponferradina   | España    | 2006-2007 |
| Apollon Limassol  | Chipre    | 2007-2009 |
| Defensor Sporting | Uruguay   | 2009-2015 |

### Como entrenador
- Actualizado hasta el 15 de mayo de 2022.

| Club                 | País                 | Div.                 | Año                  | J  | G  | E  | P  | Efect. |
| -------------------- | -------------------- | -------------------- | -------------------- | -- | -- | -- | -- | ------ |
| Defensor Sporting    | Uruguay              | 1.ª                  | 2019                 | 30 | 11 | 8  | 11 | 45.56% |
| Albion               | Uruguay              | 1.ª                  | 2022 - presente      | 12 | 2  | 4  | 6  | 27.78% |
| Total en sus equipos | Total en sus equipos | Total en sus equipos | Total en sus equipos | 42 | 13 | 12 | 17 | 40.47% |

## Palmarés
| Club              | Torneo                         | Año       |
| ----------------- | ------------------------------ | --------- |
| Lanús             | Copa Interdivisional ABCDiario | 2003      |
| Danubio           | Torneo Clausura                | 2004      |
| Danubio           | Campeonato Uruguayo            | 2004      |
| Ponferradina      | Segunda División B de España   | 2007-2008 |
| Defensor Sporting | Torneo Clausura                | 2009      |
| Defensor Sporting | Torneo Apertura                | 2010      |
| Defensor Sporting | Copa de la Paz                 | 2011      |
| Defensor Sporting | Torneo Clausura                | 2012      |
| Defensor Sporting | Copa Suat                      | 2012      |
| Defensor Sporting | Torneo Clausura                | 2013      |

## Estadísticas
Risso es el séptimo máximo goleador de la historia del Campeonato Uruguayo, superando a grandes futbolistas como a Pedro Petrone, Míguez, Hector Castro y Alberto Spencer, superando ya los 110 goles.
Fue goleador en el clausura 2004 con Danubio con 10 tantos, club donde tiene 48 goles en más de 60 partidos jugados. Junto a Chevantón, en la campaña 2000-2001 llegaron a firmar 38 goles entre ambos. En Apollon Limassol tiene 23 goles en 53 partidos jugados. El club donde más jugó es en Defensor Sporting, (23/8/09 - 7/6/15) donde jugó 181 partidos, ganó 88, empató 42 y perdió 50. Fue titular en 154 partidos y sustituido en 62. Metió 52 goles.
| Club              | Partidos Jugados | Goles |
| ----------------- | ---------------- | ----- |
| Miramar Misiones  | (-)              | (-)   |
| Danubio           | (-)              | 48    |
| Lanús             | 30               | 6     |
| Liga de Quito     | 21               | 3     |
| Quilmes           | 23               | 4     |
| SD Ponferradina   | 27               | 7     |
| Apollon Limassol  | 53               | 23    |
| Defensor Sporting | 181              | 52    |